# 加沙浮动码头

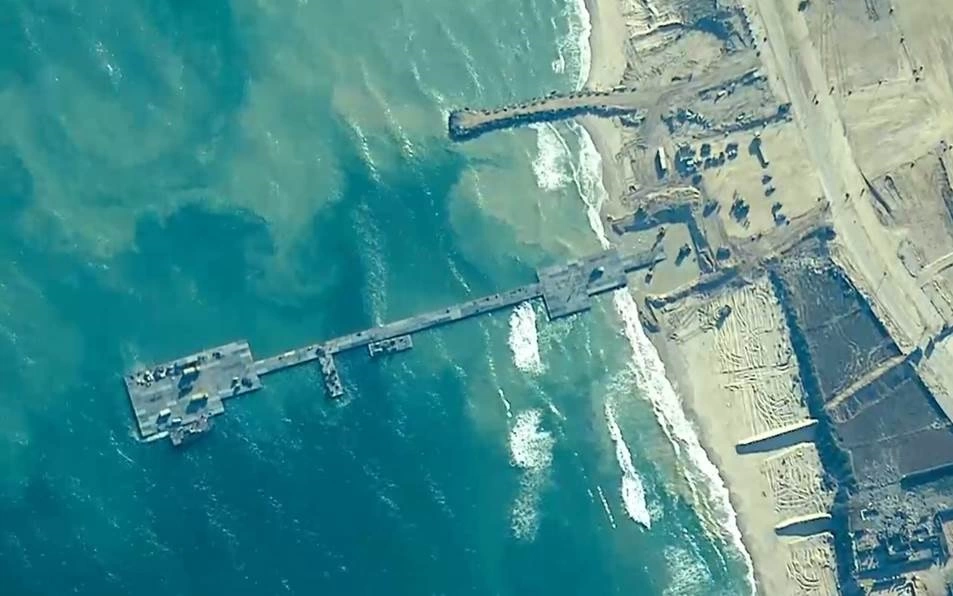
加沙浮动码头

加沙浮动码头是美国武装部队在加沙地带建造的一個浮动船坞设施。加沙浮动码头通过堤路与加沙地帶海岸相连。2024年3月7日，美国总统拜登提到要建造這麼一個浮動碼頭。加沙浮动码头于2024年5月完工。這一碼頭主要接收來自海上的人道主义援助物資。 世界粮食计划署负责接收援助物資，之後再將這些物資分發給群眾。 
2024年5月25日，美国军方宣布，用來支撐加沙浮动码头的四艘船隻由於受到海水沖刷，從而與码头分離。 
2024年5月28日，由于受恶劣天气影響，浮动码头受损，美军決定暂停向加沙地帶运送援助物资。  美國國防部表示，堤路的一部分已经受损并断裂，必须修复才能重新使用。 
2024年6月10日，联合国秘书长发言人斯特凡·杜加里克表示要暂停使用浮动码头。
2024年6月28日，美国官员周五表示，因天气原因，加沙临时码头已被拆除。另外美国可能不会重新修建该码头，除非有援助物资再次开始流入加沙地带。